# Jellico
Jellico és una població dels Estats Units a l'estat de Tennessee. Segons el cens del 2000 tenia 2.448 habitants.

## Demografia
Segons el cens del 2000, Jellico tenia 2.448 habitants, 1.022 habitatges, i 657 famílies. La densitat de població era de 216,8 habitants/km².
Dels 1.022 habitatges en un 26,7% hi vivien nens de menys de 18 anys, en un 44,1% hi vivien parelles casades, en un 16,2% dones solteres, i en un 35,7% no eren unitats familiars. En el 32,8% dels habitatges hi vivien persones soles el 17,1% de les quals corresponia a persones de 65 anys o més que vivien soles. El nombre mitjà de persones vivint en cada habitatge era de 2,29 i el nombre mitjà de persones que vivien en cada família era de 2,9.
Per edats la població es repartia de la següent manera: un 21% tenia menys de 18 anys, un 8,7% entre 18 i 24, un 24,1% entre 25 i 44, un 25,1% de 45 a 60 i un 21% 65 anys o més.
L'edat mediana era de 42 anys. Per cada 100 dones de 18 o més anys hi havia 78,3 homes.
La renda mediana per habitatge era de 20.303 $ i la renda mediana per família de 25.709 $. Els homes tenien una renda mediana de 27.619 $ mentre que les dones 16.953 $. La renda per capita de la població era d'11.587 $. Entorn del 28,8% de les famílies i el 31,9% de la població estaven per davall del llindar de pobresa.

## Poblacions més properes
El següent diagrama mostra les poblacions més properes.